# جائزة المعلم العالمية
جائزة المعلم العالمية (بالإنجليزية: Global Teacher Prize)‏ هي جائزة سنوية بقيمة مليون دولار أمريكي تقدمها مؤسسة فايركي للمعلم الذي قدم مساهمة بارزة في المهنة. إن ترشيحات المعلمين الذين يستوفون المعايير المحددة مفتوحة للجمهور في جميع أنحاء العالم، ويمكن للمعلمين أيضًا ترشيح أنفسهم. يجري التحكيم من قبل أكاديمية جائزة المعلم العالمي، التي تتكون من مديري المدارس وخبراء التعليم والمعلقين والصحفيين والمسؤولين الحكوميين ورواد الأعمال في مجال التكنولوجيا ومديري الشركات والعلماء من جميع أنحاء العالم.
أطلقت الجائزة السنوية في المنتدى العالمي الثاني للتعليم والمهارات في مارس 2014 وتلقت أكثر من 5000 ترشيح من 127 دولة.
جائزة المعلم العالمية، التي أشار إليها الصحفيون باسم جائزة نوبل للتدريس، تسلط الضوء على المهنة وتحتفل بها مع منح تقدير أكبر لعمل المعلمين في جميع أنحاء العالم أكد رئيس مؤسسة فايركي أن "نريد الترويج للمعلمين كنجوم ودعم جودة التعليم لتسليط الضوء على التأثير الهائل الذي يحدثه المعلمون في حياتنا"؛ "يجب أن يكون التدريس المهنة الأكثر أهمية في العالم ويجب منحهم الاحترام الواجب".
منذ عام 2018، حصلت البرتغال على "جائزة المعلم العالمية في البرتغال"، وهي جائزة سنوية بقيمة 30000 يورو من مؤسسة فايركي أيضًا، برعاية دلتا كافيه، بالشراكة مع مؤسسة غالب، اتحاد البرتغال لكرة القدم، وتدقيقها من قبل شركة PWC.

## التاريخ
مُنحت أول جائزة سنوية للمعلم في مارس 2015 لنانسي أتويل، وهي معلمة لغة إنجليزية رائدة ومبتكرة ومدربة معلمين في ريف ولاية مين في الولايات المتحدة، والتي أسست وتدير مدرسة يقرأ فيها الطلاب ما معدله 40 كتابًا في السنة، ويختارون الكتب التي يقرؤونها، ويكتبون بكثرة. ألفت أتويل تسعة كتب عن التدريس، بما في ذلك كتاب بيع منه أكثر من نصف مليون نسخة. وقد تبرعت بمليون دولار من جائزتها لصيانة وتطوير وتقديم المنح الدراسية لمدرستها، وهي منظمة غير ربحية تسمى مركز التدريس والتعلم، وهي أيضًا مدرسة نموذجية لتطوير ونشر أساليب التدريس.

## قائمة الفائزين بالجائزة
| السنة | الصورة | الاسم           | البلد            | الوظيفة |
| ----- | ------ | --------------- | ---------------- | --- |
| 2015  |        | نانسي أتويل     | الولايات المتحدة | معلمة لغة إنجليزية ومدربة معلمين. أبدعت طريقة تعتمد على تنمية الرغبة في القراءة والكتابة. |
| 2016  |        | حنان الحروب     | فلسطين           | معلمة فلسطينية. أبدعت طريقة تعتمد على التعلم من خلال اللعب وخلق مساحة تسمح للناس بالشعور بالأمان. |
| 2017  |        | ماغي ماكدونيل   | كندا             | معلمة للإنويت. ولديها برنامج خاص لزيادة تعليم الفتيات. |
| 2018  |        | أندريا زافيراكو | المملكة المتحدة  | معلمة فنون ونسيج. أبدعت طريقة تعتمد على رابط التواصل والرفاهية. |
| 2019  |        | بيتر تابيتشي    | كينيا            | معلم علوم. أبدع طريقة مبنية على التعلم القائم على المشاريع. |
| 2020  |        | رانجيتسين ديسيل | الهند            | مدرب معلمين. أبدع طريقة تعتمد على استخدام رموز الاستجابة السريعة في الكتب المدرسية لتحسين الوصول إلى المعلومات والحضور المدرسي. |
| 2021  |        | كيشيا ثورب      | الولايات المتحدة | معلمة لغة إنجليزية. أبدعت طريقة تعتمد على المشاركة الأكاديمية من خلال الألعاب الرياضية. |
| 2023  |        | الأخت زيف       | باكستان          | معلمة علمت نفسها بنفسها وأسست مدرستها المجانية للفقراء، حيث قدمت دروس الدفاع عن النفس للفتيات بالإضافة لتقديم المساعدات المالية. |
| 2025  |        | منصور المنصور   | السعودية         | معلم في مدرسة الأمير سعود بن جلوي في الأحساء شرق السعودية، حيث قدم أكثر من 3,000 ساعة عمل تطوعي، وساهم في تغيير حياة مئات الطلاب، ومنهم الأيتام وذوو الدخل المحدود. كما ساهم في تأهيل طلابه للفوز بجوائز عالمية عبر برامج رعاية الموهبة. |

## وصلات خارجية
- الموقع الرسمي للجائزة. (بالإنجليزية)